# نادژدا ترویان
نادژدا ترویان (ارمنی: Նադեժդա Վիկտորի Տրոյան؛  زاده ۲۴ اکتبر ۱۹۲۱ - درگذشته ۷ سپتامبر ۲۰۱۱ پارتیزان، دانشمند، پزشک، تدریس اهل ارمنستان بود.

## زندگی‌نامه
وی در ۲۴ اکتبر ۱۹۲۱ در ویرچنیادزوینسک به دنیا آمد و از نخستین دانشگاه دولتی پزشکی مسکو فارغ‌التحصیل گشت. وی همچنین برنده جوایزی همچون نشان جنگ میهنی درجه یک، نشان دوستی خلق، نشان پیش‌کسوت کار، مدال به خاطر پیروزی مقابل آلمان در جنگ بزرگ میهنی (۱۹۴۵–۱۹۴۱), نشان پرچم سرخ کار، مدال بزرگداشت ۸۵۰مین سالگرد مسکو، نشان ستاره سرخ، قهرمانان اتحاد شوروی، نشان لنین شد. وی در ۷ سپتامبر ۲۰۱۱ در سن ۸۹ سالگی در مسکو درگذشت و در گورستان ترویکوروفسکوی به خاک سپرده شد.

## یادداشت
1. ↑  բժշկական գիտությունների թեկնածու
2. ↑  Մոսկվայի Ի. Սեչենովի անվան առաջին պետական բժշկական համալսարան
3. ↑  համալսարանի դասախոս
4. ↑  Մոսկվայի Ի. Սեչենովի անվան առաջին պետական բժշկական համալսարան